# Guido Vildoso Calderón
Guido Vildoso Calderón (La Paz, 5 aprile 1937) è un politico e generale boliviano. È stato Presidente della Bolivia dal 21 luglio al 10 ottobre 1982.